# Luis Atilano
Luis Atilano (né le 10 mai 1985 à Santurce, Porto Rico) est un lanceur droitier de baseball. Il a fait ses débuts dans les Ligues majeures en 2010 avec les Nationals de Washington.

## Carrière
Luis Atilano est un choix de première ronde des Braves d'Atlanta en 2003. Il entreprend sa carrière en ligues mineures dans l'organisation des Braves jusqu'à ce que ceux-ci le transfèrent, le 31 août 2006, aux Nationals de Washington en retour du vétéran Daryle Ward.
Atilano fait ses débuts dans les majeures avec Washington le 23 avril 2010. Il n'accorde qu'un point aux Dodgers de Los Angeles en six manches lancées, pour savourer sa première victoire en carrière. Il remporte d'ailleurs ses trois premières décisions, et n'encaisse une première défaite qu'à son sixième départ dans les majeures, le 20 mai.
Sa saison recrue prend fin en juillet en raison d'une blessure à l'épaule. Sa fiche est de six victoires et sept défaites en 16 départs pour les Nationals en 2010, avec une moyenne de points mérités de 5,15.

## Statistiques
| Saison | Équipe     | G  | GS | CG | SHO | V | D | SV | IP   | SO | ERA  |
| ------ | ---------- | -- | -- | -- | --- | - | - | -- | ---- | -- | ---- |
| 2010   | Washington | 16 | 16 | 0  | 0   | 6 | 7 | 0  | 85.2 | 40 | 5,15 |
| Totaux | Totaux     | 16 | 16 | 0  | 0   | 6 | 7 | 0  | 85.2 | 40 | 5,15 |

Note : G = Matches joués ; GS = Matches comme lanceur partant ; CG = Matches complets ; SHO = Blanchissages ; 
V = Victoires ; D = Défaites ; SV = Sauvetages ; IP = Manches lancées ; SO = Retraits sur des prises ; ERA = Moyenne de points mérités.